# Colin Delaney
Colin Matthew Delaney (født 7. september 1986) er en amerikansk professional wrestler fra Rochester, New York. Han har kontrakt med World Wrestling Entertainment under brandet ECW. I de sidste år, Har Delaney wrestled for andre forbund CHIKARA, NWA Upstate, NWA Empire, Pro Wrestling Ohio, UWA Hardcore Wrestling, 2cw, Og Combat Zone Wrestling under navnet Colin Olsen. Han er Ikke længere under Kontrakt for WWE.